# 劳拉和俄西里斯神庙
《劳拉和俄西里斯神庙》（中國大陸又譯作「劳拉和奥西里斯神庙」）是一款由晶体动力开发、Square Enix发行的垂直卷轴射击类型的动作冒险游戏。本作是《劳拉与光之守护者》的续作，本作也是第二部未冠以“古墓丽影”标题的关于劳拉的游戏。本作于2014年6月9日的E3大展上宣布。